# 13733 Dylanyoung
A 13733 Dylanyoung (ideiglenes jelöléssel 1998 RA59) a Naprendszer kisbolygóövében található aszteroida. A LINEAR projekt keretében fedezték fel 1998. szeptember 14-én.